# Apsilocera australis
Apsilocera australis är en stekelart som beskrevs av Boucek 1988. Apsilocera australis ingår i släktet Apsilocera och familjen puppglanssteklar. Inga underarter finns listade.